# Псевдохристианские религиозные организации
Псевдохристиа́нские религио́зные организа́ции (также псевдохристианство, парахристианство, околохристианство, маргинальное христианство) — термин для обозначения религиозных организаций, принимающих отдельные положения христианства и христианского вероучения и смешивающих их с восточным или иным религиозным мировосприятием. Используется традиционными христианскими церквями для характеристики новых религиозных движений как искажающих суть христианства либо религиозными философами и новыми религиозными движениями для характеристики традиционных церквей как отступивших от сути христианства.
Понятие псевдохристианство также используется в официальных изданиях органов государственной власти, материалах научно-общественных мероприятий, диссертациях, экспертами, общественными объединениями.
Религиозные движения, относимые другими к парахристианским конфессиям, как правило, отрицают свою принадлежность к этим группам, так как считают себя направлением, которое восстановило библейское христианство (например, свидетели Иеговы) или же, кроме восстановления, ещё дополнило новыми откровениями от Бога (мормонизм, еговисты-ильинцы).
В научных исследованиях термин зачастую не несёт отрицательной окраски и служит для классификации определённых групп, помогая отделить то или иное религиозное движение от основных направлений (католицизма, православия и протестантизма).

## Исторические движения
И во времена поздней античности (гностицизм), и в Средние века (павликиане) существовали массовые движения, использовавшие отдельные элементы христианства, однако не признававшие значительной части христианского вероучения и отделявшие себя от собственно христианских общин.

## Проблема терминологии

### Религиоведение
Термины «псевдохристианство», «парахристианство» и производные от них достаточно новы для российского религиоведения, и окончательный вариант общего наименования для данных НРД ещё не определился:
- Религиоведы Михаил Жеребятьев и Всеволод Феррони используют понятие псевдохристианство по отношению к новым религиозным движениям, которые ставят своей целью «объединить христианство с мировосприятием, свойственным восточным религиям. При этом и христианство, и восточные религии трактуются с позиций „многознающего“, мудрого и доброго экологически мыслящего современного человека»[8]. Они выделяют такие существенные признаки псевдохристианских НРД, как[8]:
  - наукообразность изложения вероучительных принципов;
  - эсхатологические и мессианские мотивы;
  - наличие харизматического лидера, «живого Бога», призванного нести человечеству новое откровение.
- Социологом религии и религиоведом Д. К. Безнюком в энциклопедии «Религия» псевдохристианские религиозные организации определены как «псевдохристианские новые (нетрадиционные) религии» (наряду с понятиями религия Нового века, альтернативный культ или неокульт, внеконфессиональное (надконфессиональное) верование, новое религиозное движение (НРД) и т. п.), то есть как пытающиеся самостоятельно внести какие-то поправки в исторически сложившееся христианство либо истолковать его, используя видение теософов или восточных религиозных учений[13].
- Ряд этнологов использует термин парахристианство, не отождествляя его с псевдохристианством[29].
- Специалист по позднеантичной и раннехристианской эпохам академик С. С. Аверинцев использует понятие парахристианство применительно к сектанским новообразованиям, сравнивая их с приходом в исторических церквах[30]

### Религиозные источники

#### Православие
- В православном справочнике «Новые религиозные организации России деструктивного и оккультного характера»[11] данные НРД классифицированы как «деструктивные религиозные организации западной ориентации» (однако туда были включены псевдохристианские НРД, возникшие как в России, так и за её пределами).
- В определении Архиерейского Собора РПЦ 1994 года «О псевдохристианских сектах, неоязычестве и оккультизме» некоторые религиозные организации характеризовались как «псевдохристианские» или «лжехристианство и псевдорелигия»[9],
- Российский исследователь сектантства Александр Дворкин, гражданин США, использует понятия псевдохристианство[31][32][33] и околохристианство[34] для определения некоторых НРД.
- Протодиакон Андрей Кураев применяет понятие околохристианство по отношению к гностикам[35][36][37] и для обозначения не принадлежащих к христианству общностей первых веков[38].

#### Католицизм
- В католических источниках на английском языке для обозначения псевдохристианских религиозных организаций используются термины «Para-Christian or semi-Christian forms»[12];
- В базе данных Санкт-Петербургского католического информационно-просветительского Центра «Militia Dei» (на русском языке) употребляется термин «современные секты». При этом особо подчёркивается, что касательно западных сект «отнесение этих групп к протестантизму, пусть даже „вторичному“, не имеет под собой оснований». А также особо оговаривается наименование сект российского происхождения, которые называются «русские псевдохристианские секты»[39].

#### Протестантизм
- Русский баптистский проповедник Н. В. Порублёв называет псевдохристианские религиозные движения «псевдохристианскими культами»[40]. Такой же термин используется на сайте «Апология Христианства»[41].
- Американский баптистский проповедник Том Карл Уилер относит к псевдохристианству различные религиозные направления, подразделяемые им на 3 категории[14]:
  - Экуменические группы (либеральный протестантизм, представленный во Всемирном совете церквей, католицизм и Восточное православие).
  - Группы универсалистов (Унитарные универсалисты, Школа христианства «Единение» и спиритизм).
  - Культовые группы (свидетели Иеговы, церковь «Христианской науки», Церковь Христа, адвентисты седьмого дня, Церковь унификации, движения «Международный путь» и «Всемирная церковь Божия»).
- Американский исследователь НРД, кальвинист Ян Карл ван Баале в своей книге «Хаос культов»[42] (изданной в 1938 г.) впервые использовал слово культ по отношению к новым религиозным движениям в значении «псевдохристианское движение»[43][44]

### Другие источники
- Ректор Института теологии и международных отношений имени Маммадибира аль-Рочи, доктор философских наук Максуд Садиков использует аналогию с околохристианскими сектами, сравнивая традиционную религию (в данном случае суннизм и шиизм) и религиозные новообразования, отпочковавшиеся от неё (в данном случае ваххабизм)[45].
- Директор аналитического центра ветеранов государственной безопасности «Вымпел», член Союза журналистов России Сергей Кривошеев использует понятие околохристианские секты применительно к новым религиозным движениям экстремистской направленности[46]
- Также понятия псевдохристианство[47][48][49] и околохристианство[47][50][51][52][53][54][55][56][57][58][59][60][61] используются в СМИ.
- На состоявшемся 24 февраля 2010 года круглом столе в Управлении юстиции Алтынсаринского района Костанайской области Республики Казахстан было дано следующее определение понятию «псевдохристианство»:

Само название — «псевдохристианство» говорит о том, что так называемые новые религиозные движения христианскими только являются на словах, маскируя за названием своё истинное направление. То есть псевдохристиане — это нетрадиционные религиозные движения, для которых характерна опора на христианские ценности, христианское наследие.— 
- В базе данных Центра Интернета Института математики и информационных технологий (ИМИТ) ОмГУ понятие парахристианство применяется для определения новых религиозных образований, имеющих общие корни с протестантизмом, но отличающиеся от него[62]

## Группы, относимые к псевдохристианству (парахристианству)
Ряд исследователей относят к псевдохристианству следующие группы:
- Белое братство[8][13][68][69][70][71]
- Богородичный центр[72][13][17][23][24][39][68][69][70][73]
- Вселенская церковь божия[40]
- Господня армия сопротивления
- Дети Бога (Семья)[13][17][24][73][74]
- Истинно-православная церковь[17]
- Мормонизм[13][17][23][24][29][62][71][75][76][77][78]
- Опричное братство во имя благоверного царя Иоанна Грозного[17]
- Ревнители истинного благочестия («Общество ревнителей истинного благочестия, рассудительной и мудрой веры Божьей», «Секта Петра»)[24][39][74]
- Сайентология[19][69]
- Санта Муэрте[79]
- Свидетели Иеговы[13][14][18][19][23][24][28][29][40][73][75][76][80][81][82][83][84][85]
- Секта бога Кузи
- Семья детей Бога («Общество духовного просвещения»)[39]
- Скопцы[21][24][70]
- «Христианская наука»[13][14][40][75]
- Церковь адамитов[24][39][74]
- Церковь Объединения (мунисты)[8][14][24][69][71][73]
- Церковь Последнего Завета (виссарионовцы)[8][13][23][24][39][68][69][70][71]
- «Школа христианского единства»[69][75]

В качестве примера религиозного философа, который относил к псевдохристианству традиционные конфессии (православие, католицизм, протестантизм), можно указать
Льва Толстого.